# Great North Road

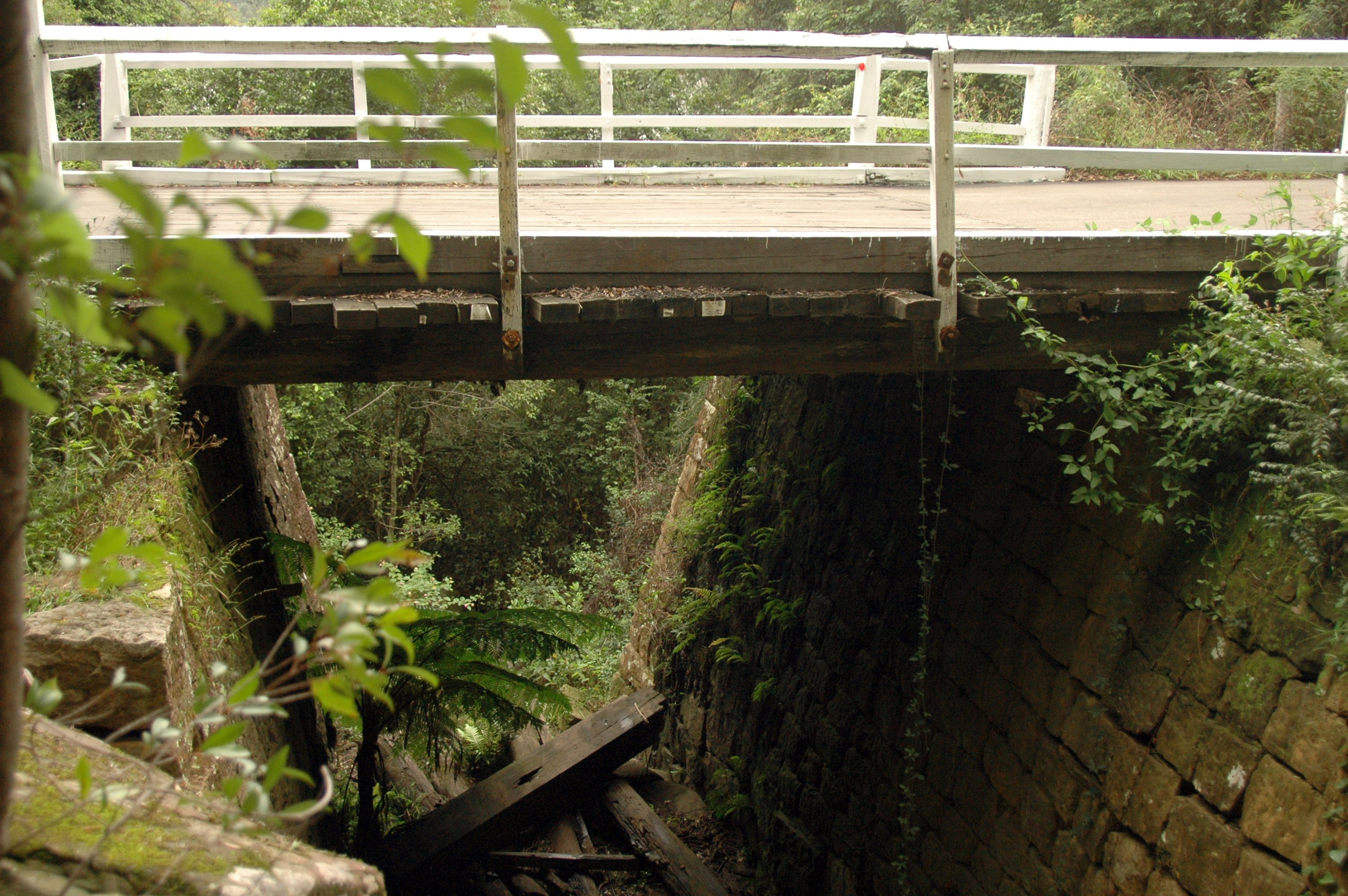
Thomas James Bridge, på norra sidan av Hawkesbury River i Wisemans Ferry, den äldsta bron på Australiens fastland som ännu har motortrafik.

Great North Road är en historisk väg i New South Wales i Australien. Den går norrut från Sydney och var den första vägen som kopplade samman Sydney med den bördiga regionen Hunter Valley. Vägen byggdes av straffångar mellan 1825 och 1836, är 260 km lång och går genom kuperad terräng som förhindrade tidig jordbruksexpansion. 
Vägen var en ingenjörsmässig triumf, där en del sektioner hade en för sin tid mycket hög standard. Det var inte en odelad framgång i praktiken. Förutom de branta lutningarna var det brist på vatten och mat till hästar längs vägen. Av dessa skäl användes vägen allt mindre i takt med utvecklingen av alternativa sätt att komma till Hunter Valley, som ångfartyg och nyare vägar. Stora delar av vägen kom helt att glömmas bort, medan andra delar kom att ingå i städernas och byarnas vägnät.
Great North Road blev 1 augusti 2007 uppsatt på Australian National Heritage List som ett nationellt betydande exempel på större offentlig infrastruktur utvecklad med hjälp av straffångar.

## Vägens sträckning

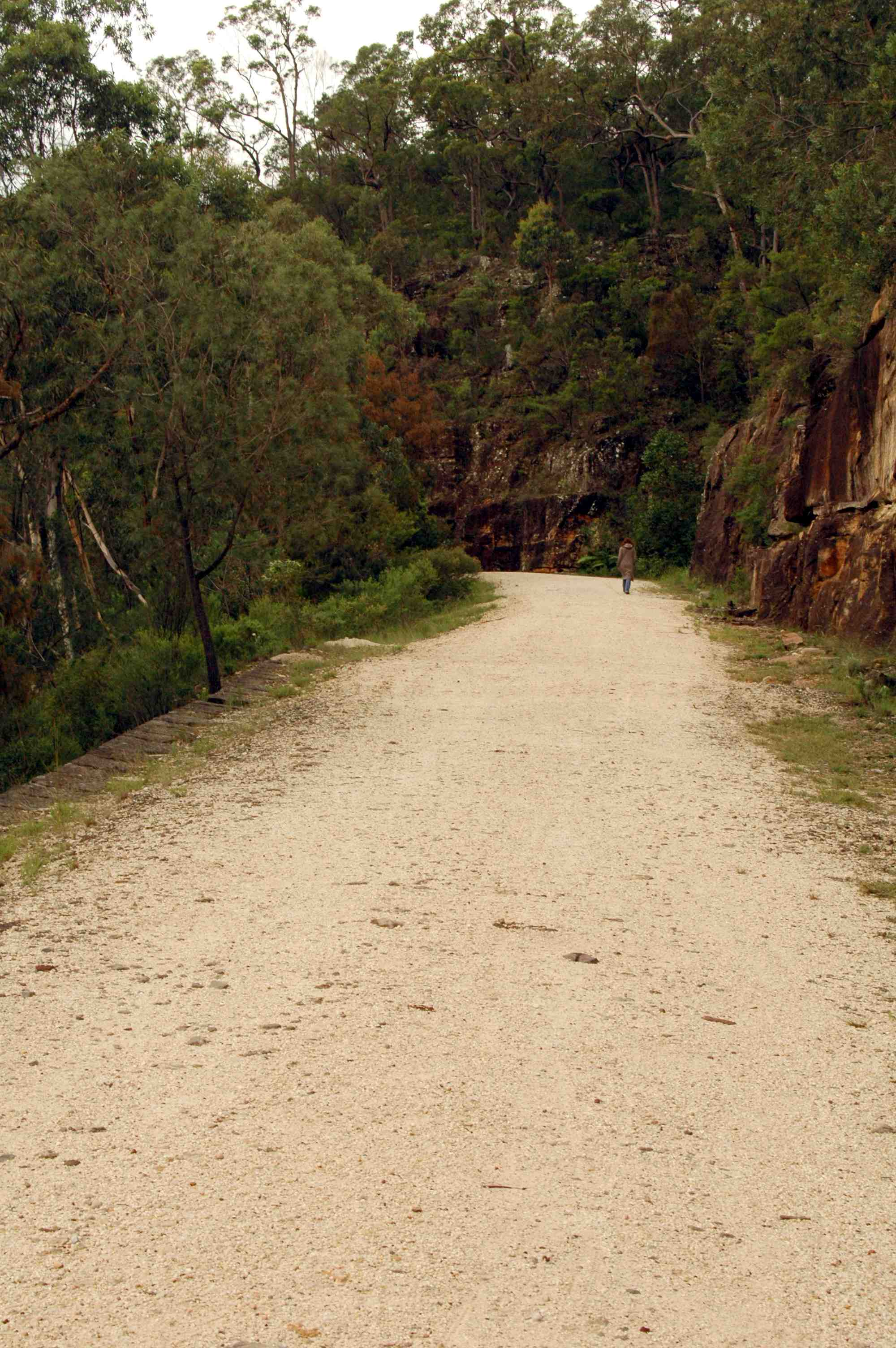
Devines Hill, alldeles efter Thomas James Bridge; vid foten av kullen, motortrafiken går på en nyare gata, och lämnar Great North Road till fotgängare och cyklister

Great North Road börjar vid Parramatta Road, i vad som idag är Sydneys förort Five Dock. Den går genom samhällena Ryde och Dural innan den når Hawkesbury River vid Wisemans Ferry, 100 km norrut.
Den vindlar sedan genom isolerade och ofta kuperade buskområden längs kanten av Dharugs nationalpark, fortsätter genom Bucketty tills den delar sig i Wollombi. Härifrån går en gren vidare till Singleton via Broke och den andra går till Cessnock, Maitland och vidare tillNewcastle.

## Great North Road idag
Great North Road har överlevt till våra dagar, men olika delar har bevaras på mycket olika sätt. Stora delar är under bitumen och betong, antingen som förortsgator eller småvägar på landsbygden, medan några har bevarats i nationalparker och skyddats från motortrafik.
Obetydliga bevis för dess historia, såsom ersatta broar och straffångars stenristningar, har klarat sig inom Sydneys storstadsområde; i kontrast till detta är stora sträckor i ursprungligt skick norr om Hawkesbury River. De första kilometrarna, från Five Dock till Parramatta River (vid Abbotsford), passerar genom ett lokalt shoppingcenter och ett bostadsområde. Det historiska namnet har bevarats för denna del, men i övrigt märks inte denna förortsgatas historiska betydelse.

## Kulturskydd
1990 beslutade samhällena Bucketty och Wollombi att starta 'Convict Trail Project', som hade målet att återställa, underhålla och främja vägen som ett museum för straffångars ingenjörskonst. Den ursprungliga delen av vägen som visas har gett värdefulla insikter i tidiga väg- och vattenbyggnadstekniker i  New South Wales och hur den brittiska väg- och vattenbyggnadstekniken importerades och anpassades.